# المحطة (جبلة)

تعديل مصدري - تعديل

المحطة محلة تابعة لقرية حجار الربادي، التابعة لعزلة الربادي بمديرية جبلة إحدى مديريات محافظة إب في الجمهورية اليمنية، بلغ تعداد سكانها 48 حسب تعداد اليمن لعام 2004.